# Materia medica
Materia medica е латински термин, означаващ натрупаното познание за всяко лекарство. Той се използва в европейската медицина от времето на Римската империя до 12 век. Известният античен коментар върху лекарствата, написан от гръцкия фармако-ботанист Диоскурид през 1 век, е озаглавен De materia medica, състои се от пет тома и покрива 600 растителни лекарства и известен брой животински и минерални продукти.